# Петренски манастир „Успение Богородично“
 Тази статия е за манастира в Тесалия.  За манастира в Македония вижте Петренски манастир „Въведение Богородично“.  
Петренският манастир (на гръцки: Μονή Πέτρας) е православен манастир в областта Аграфа на Гърция. Основан в средата на XVI век. Важен архитектурен паметник на поствизантийското изкуство. Намира се в южен Пинд на около 600 m надморска височина, и на около 27 km от Кардица, на 4 km от язовир Пластира.
През османско време, манастирът редовно получава финансови помощи от Русия. След присъединяването на територията на манастира, заедно с цяла Тесалия, към Кралство Гърция през 1881 г., манастирът постепенно запустява и започва да се руши. През 1927 г. голям пожар обхваща почти целия манастир. В 1946 г. умира последния монах. През 1967 г. Гърция обявява манастира за паметник на културата. През 1981 г. умира самотно живеещият в манастира монах Леонтий, заселил се в него в 1953 г., след опустяването му.
През 2003 г. манастирското братство е възстановено и понастоящем светата обител се населява от около 30 монаси. Това се случва основно с финансова помощ от Руската православна църква. На Великден оттогава евангелията се четат на 12 езика, но традиционен е църковнославянският.